# 뱅상 제라르
뱅상 제라르(프랑스어: Vincent Gérard, 1986년 12월 16일~)는 프랑스의 핸드볼 선수로 포지션은 골키퍼이다. 현재 독일 핸드볼 분데스리가의 THW 킬 소속으로 뛰고 있다. 
프랑스 국가대표팀의 일원이며, 2016년 하계 올림픽에서 은메달, 2020년 하계 올림픽에서 금메달을 획득했다.